# Gråthålet (södra delen)
Gråthålet (södra delen) är ett naturreservat i Gagnefs kommun i Dalarnas län. Detta reservat gränsar till Gråthålet (norra delen).
Detta område är naturskyddat sedan 1998 och är 17 hektar stort. Reservatet består av en bäckravin med sumpgranskog.